# Jean Le Pautre
Jean Le Pautre (París, 28 de junio de 1618 – 2 de febrero de 1682) fue un dibujante y grabador barroco francés. Hermano del arquitecto Antoine Lepautre y padre de los grabadores Jacques y Pierre Lepautre, se caracterizó por la exuberancia de detalles ornamentales en la mayoría de sus trabajos artísticos.

## Carrera
Le Pautre inició su carrera como aprendiz de Adán Phillippon, carpintero e ingeniero del rey, con quien viajó a Roma. En 1643 firmó su primer grabado. Dos años después ilustró la obra de su maestro Curieuses Recherches de plusieurs beaux morceaux d'ornements antiques et modernes tant dans la ville de Rome que autres lieux d'Italie. A lo largo de su carrera llegaría a hacer más de mil quinientos grabados de motivos arquitectónicos caracterizados por la exuberancia y la cantidad de detalles ornamentales. Trabajó para la factoría real de Gobelinos y para el ebanista André-Charles Boulle. En su trabajo hizo uso frecuente de amorini y decoraciones complejas a base de arabescos, flores y cartelas, pero sus diseños de chimeneas fueron por lo general sencillos y elegantes. En 1677 fue admitido en la academia de París.

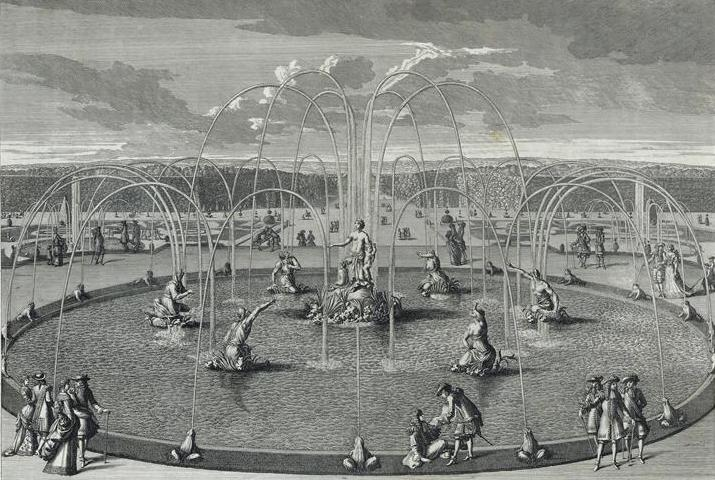
Fuente de Latona en los Jardines de Versalles, 1678.